# Donna Freitas
Donna Freitas (geboren 1972 in Rhode Island) ist eine US-amerikanische Theologin und Autorin.

## Leben
Freitas studierte katholische Theologie an der Katholischen Universität von Amerika in Washington, D.C. und wurde promoviert. Freitas arbeitete als Dozentin an der Hofstra University, der Boston University und am  Saint Michael’s College. Sie schreibt Romane für junge Erwachsene und Sachbücher zu zeitgeistigen Themen.   

## Schriften (Auswahl)
- The Nine Lives of Rose Napolitano. 2021
  - Ein fast perfektes Leben. 2024
- Consent: A Memoir of Unwanted Attention. 2019
  - Einvernehmlich. Er war ihr Mentor, Professor und Priester und überschritt jede Grenze. 2023
- The Happiness Effect: How Social Media Is Driving a Generation to Appear Perfect at Any Cost. New York : Oxford University Press, 2017
- The end of sex : how hookup culture is leaving a generation unhappy, sexually unfulfilled, and confused about intimacy. New York : Basic Books, 2013
- Gold medal summer. New York, NY : Arthur A. Levine Books, 2012
- The survival kit, 2011
  - Wie viel Leben passt in eine Tüte? Aus dem Engl. von Christine Gallus. Stuttgart : Gabriel, 2012
- This gorgeous game. New York : Farrar, Straus and Giroux, 2010
- Sex and the soul : America's college students speak out about hookups, romance, and religion on campus. New York : Oxford University Press, 2008
- The possibilities of sainthood , 2006
  - Antonia Lucia Labellas brillanter Plan. Aus dem Engl. von Christine Gallus. Stuttgart : Gabriel, 2013
- Becoming a goddess of inner poise : spirituality for the Bridget Jones in all of us. San Francisco : Jossey-Bass, 2005